# Emsbüren
Emsbüren è un comune di 9.886 abitanti della Bassa Sassonia, in Germania.
Appartiene al circondario (Landkreis) dell'Emsland (targa EL).